# Canon EX

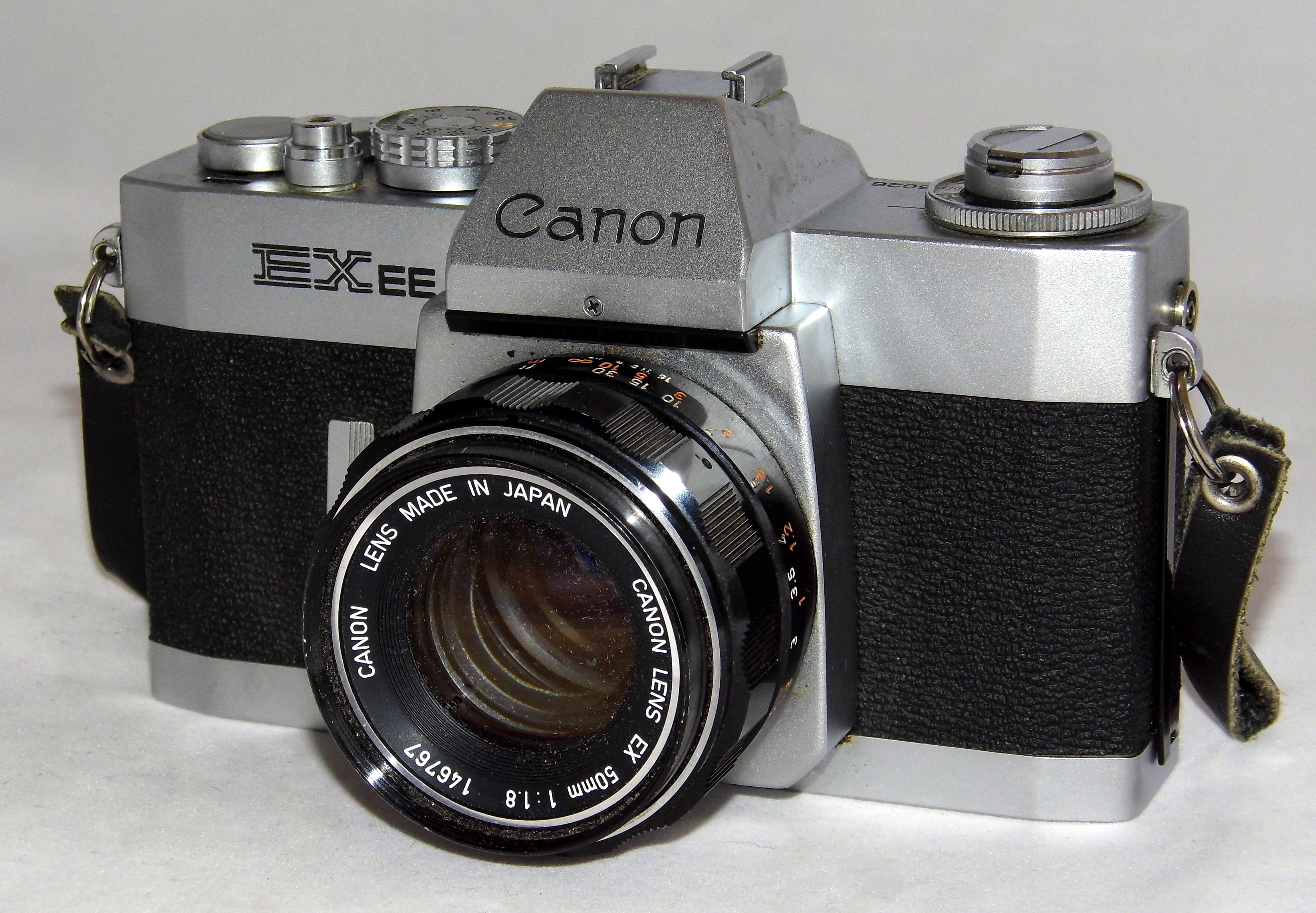
Canon EX EE

Die Canon EX EE war eine Kleinbild-Spiegelreflexkamera mit Satzobjektiv, ihr folgte die modifizierte Variante Canon EX Auto. Beide Kameras besaßen eine Blendenautomatik und waren aufgrund des eingeschränkten Objektivprogramms vorzugsweise für Einsteiger und Gelegenheitsfotografen gedacht, weniger für engagierte Amateure.

## EX EE

### Zeitraum und Einordnung
Die Canon EX EE erschien im Oktober 1969 und wurde im Februar 1972 von der leicht modifizierten EX Auto abgelöst. Mit ihrer vollautomatischen Belichtungssteuerung war sie den Kameras mit richtigem Objektivbajonett überlegen, bei denen es so etwas in der gleichen Preisklasse noch nicht gab. Zudem konnte sie günstige Wechselobjektive bieten. Dafür war das Objektivprogramm sehr eingeschränkt, es gab auch keine Möglichkeit, den Auszug für Nahaufnahmen mit Zwischenringen oder einem Balgengerät zu erweitern. Die EX kostete inklusive Normalobjektiv etwa 500 DM, was seinerzeit für eine Spiegelreflexkamera günstig war.

### Gehäuse
Die EX gehörte zwar mit ihrem eigenen Objektivsystem nicht zu den Kameras der F-Serie, war mit diesem aber verwandt und baute ebenfalls auf dem Aluminium-Gehäuse der Canon FX auf. Damit war die Kamera ebenso solide aufgebaut, wie die Canon-Modelle mit komplett auswechselbaren Objektiven.

### Objektive
Für die EX EE bot Canon folgende Vorderteile an, die sich Canon Lens EX nannten:
| Objektivbezeichnung | Linsen Vorderteil | Gruppen Vorderteil | Linsen Total | Gruppen Total | Naheinstell- grenze | Filter | Durch- messer | Länge   | Gewicht | Debüt        |
| ------------------- | ----------------- | ------------------ | ------------ | ------------- | ------------------- | ------ | ------------- | ------- | ------- | ------------ |
| EX 35 mm f/3,5 I    | 6                 | 5                  | 9            | 7             | 0,3 m               | 48 mm  | 52,5 mm       | 35,5 mm | 122 g   | Oktober 1969 |
| EX 35 mm f/3,5 II   | 6                 | 5                  | 9            | 7             | 0,3 m               | 48 mm  | 52,5 mm       | 35,5 mm | 122 g   | August 1971  |
| EX 50 mm f/1,8      | 3                 | 2                  | 6            | 4             | 0,45 m              | 48 mm  | 23,5 mm       | 12 mm   | 55 g    | Oktober 1969 |
| EX 95 mm f/3,5      | 6                 | 4                  | 9            | 6             | 1,3 m               | 62 mm  | 67 mm         | 47,5 mm | 280 g   | Oktober 1969 |
| EX 125 mm f/3,5 I   | 7                 | 5                  | 10           | 7             | 2,1 m               | 72 mm  | 77 mm         | 57,5 mm | 445 g   | Mai 1970     |
| EX 125 mm f/3,5 II  | 7                 | 5                  | 10           | 7             | 2,1 m               | 72 mm  | 77 mm         | 57,5 mm | 445 g   | August 1971  |

Diese Vorderteile wurden mit einem Gewinde M 39 an das feststehende Hinterteil angesetzt. Einen Blendenmechanismus und eine Fokussierung benötigte das Objektivvorderteil nicht, da sich die Blende und der Schneckengang im fest am Gehäuse angebrachten hinteren Objektivteil befanden. Daher waren diese Objektive günstiger als komplette Wechselobjektive mit Blendeneinrichtung und Fokussierung. Der 125-mm-Vorsatz besaß für seine Lichtstärke eine auffallend große Frontlinse, bedingt durch die vorgegebenen Hinterlinsen. Fremdhersteller boten keine Objektive für die Canon EX EE und die EX Auto an.

### Sucher
Der fest eingebaute Prismensucher besaß eine Mattscheibe mit einem Mikroprismenring. Er war sehr hell, was aber vor allem daran lag, dass die Schiebe kaum mattiert war, so dass es sich empfahl, mit den Mikroprismen scharfzustellen. An der rechten Seite befand sich ein Zeigerinstrument, das die Blende angab.

### Belichtungsmessung
Die Canon EX besaß eine mittelbetonten Integralmessung mit CdS-Zelle. Die Filmempfindlichkeit ließ sich am Verschlusszeitenrad einstellen, sie reichte von ISO 25/15° bis ISO 800/30° bei dem Normalobjektiv mit seiner Lichtstärke von f/1,8 und bis ISO 500/28° bei den Objektiven mit f/3,5. Der Messbereich reichte bei ISO 100/21° von 1⁄8 s bei f/1,8 bis 1⁄500 s bei f/16.
Die Rückspulkurbel umgab ein Einstellring, den man auf Off, EE und stufenlos auf einen Wert zwischen 1,8 und 16 stellen konnte. EE stand für Electronic Eye, eine Bezeichnung, die auch von anderen Herstellern für eine vollautomatische Belichtungssteuerung gewählt wurde. In dieser Position wählte die Kamera eine zur eingestellten Verschlusszeit passende Blende und zeigte sie im Sucher an. In der manuellen Einstellung musste man die Blende ebenfalls im Sucher ablesen, das Einstellrad war nur mit den Endwerten 1,8 und 16 beschriftet.

### Verschluss
Als Einsteigerkamera beschränkte sich der horizontal ablaufenden Tuchverschluss in der EX EE auf Verschlusszeiten von 1⁄8 s bis zu 1⁄500 s und B, die Blitzsynchronzeit betrug 1⁄60 s. Ein Selbstauslöser war in die Kamera eingebaut.

### QL-System
Da die EX EE dem Anfänger entgegenkommen sollte, besaß sie auch das von der Canon FT QL bekannte Filmeinlegehilfe Quickload.

### Stromversorgung
Die FT benötigte eine PX 625 für den Belichtungsmesser. Sie war dabei auf die exakten 1,35 V Spannung dieses Batterietyps angewiesen. Einen wirklichen Batterietest gab es dabei nicht, vielmehr sollte man die Filmempfindlichkeit auf ISO 100/21°, das Verschlusszeitenrad auf 30 stellen und dann den Himmel oder einen hellen Gegenstand messen, wobei der Zeiger mindestens Blende 16 anzeigen musste.
Mit nicht eingelegter Batterie funktionierte lediglich die Belichtungsmessung und das Zeigerinstrument im Sucher nicht, die von Hand eingestellte Blende wurde mechanisch übertragen.

## EX Auto

### Zeitraum
Die Canon EX Auto erschien im Februar 1972 und lief mit Erscheinen der Canon A-Serie aus. In Anbetracht deren kostengünstiger Fertigung lohnte es sich nicht mehr, an einer Einsteigerkamera mit Satzobjektiven festzuhalten.

### CAT-Blitzautomatik
Genau wie die Canon EF bot auch die EX Auto eine vollautomatische Belichtungssteuerung. Dazu musste man das Blitzgerät Canolite D aufsetzen, wobei die Entfernungseinstellung von der Kamera selbst ermittelt wurde und deswegen kein Blitzkupplungsring an das Objektiv angesetzt werden musste, wie es bei der EF der Fall war. Das Canolite D verwendeten auch einige Canonet-Kameras, es besaß die Leitzahl 16 bei ISO 100/21°.